# Roessleville
Roessleville est une census-designated place du comté d'Albany, dans l'État de New York, aux États-Unis. En 2020, elle compte une population de 11 518 habitants.